# アメデオ・アマデイ
アメデオ・アマデイ（Amedeo Amadei，1921年7月26日 - 2013年11月24日）は、イタリア・ローマ近郊のフラスカーティ出身の元サッカー選手、元サッカー指導者。ポジションはフォワード、ミッドフィールダー。
2012年にASローマの殿堂入り11名に選ばれ、2013年に亡くなった。ゴールを多く決め、空中でのアクロバティックなプレーや正確なボレーで知られ、イタリア史上最高のストライカーの一人とされている。アマデイのキャリアを通して、アマデイがローマでの重要な存在であることから、サポーターからは「ローマの8番目の王("eighth King of Rome")」と愛情をこめて呼ばれていた。

## 経歴

### クラブ
ローマ近郊のフラスカーティのパン屋の家庭で生まれた。1937年5月2日、15歳280日の若さでASローマからプロデビューを飾ったが、これはセリエA最年少記録であり、2016年12月22日にピエトロ・ペッレグリが同じ年齢でデビューしこの記録に並んだ。プロデビューから1週間後に、ASルッケーゼ・リベルタス1905戦でプロ初ゴールを挙げたが、これもセリエA最年少記録であり、現在も更新されていない。1941-42シーズンにセリエAを優勝したが、これはクラブにとって初のセリエA制覇であった。
ローマの他に、アタランタBC、インテルナツィオナーレ・ミラノ、SSCナポリでもプレーした。

### 代表
1949年から1953年の間に、イタリア代表として13試合に出場し7得点を記録した。1950 FIFAワールドカップに出場した。

### 引退後
1956年に現役を引退した後は、SSCナポリで監督を務めた。その後、ルッケーゼやイタリア女子代表の監督も務めた。

## タイトル

### クラブ
ASローマ
- セリエA：1回 (1941-42)

### 個人
- セミナトーレ・ドーロ(Seminatore d'oro)：1957-58[5]
- ASローマ殿堂：2012[3]